# St. Cyriakus (Löbejün)

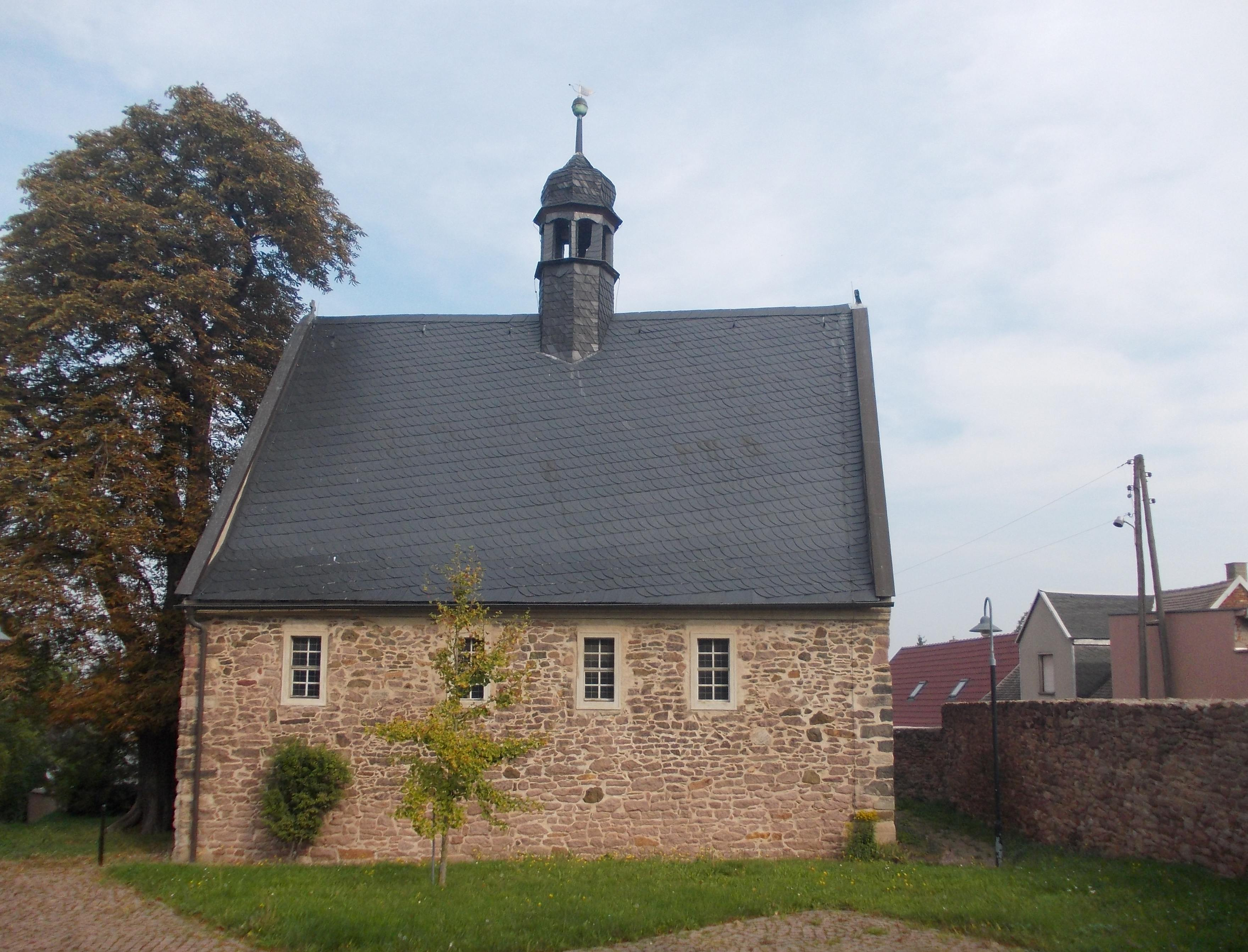
St. Cyriakus in Löbejün

St. Cyriakus, St. Cyriaki oder auch Hospitalkapelle ist eine denkmalgeschützte Kapelle in Löbejün in der vereinigten Stadt Wettin-Löbejün in Sachsen-Anhalt. Im örtlichen Denkmalverzeichnis ist sie unter der Erfassungsnummer 094 55224 als Baudenkmal verzeichnet.
Patron des Sakralgebäudes in der Anhalter Straße in Löbejün ist Cyriakus. Die Kapelle wurde um 1200 errichtet und hat keine Apsis. Statt eines Turmes verfügt die Kapelle über einen Dachreiter, der bei einem Umbau im Jahr 1801 mit entstand. Bei ihrer Erbauung lag die Kapelle außerhalb der Stadtmauern. Man nimmt daher an, dass das benachbarte Hospital nicht erst 1460 entstand, sondern dass zum Zeitpunkt der Erbauung der Kapelle schon ein Hospital bestand, welches 1460 erweitert oder neu errichtet wurde. Eine Sanierung des Gebäudes fand 1910 statt. Das romanische Gebäude gilt heute als das älteste der Stadt.